# Can Mau (Riudaura)
Can Mau és una obra de Riudaura (Garrotxa) protegida com a bé cultural d'interès local. És una casa entre mitgeres situada a l'entrada del carrer de la Terrica des de la plaça Tiradors, dins el nucli antic del poble, de planta rectangular i planta baixa i dos pisos d'alçada. Les façanes són de paredat de pedra, amb les obertures emmarcades per carreus ben treballats. La porta principal és rectangular i destaca la llinda de grans dimensions.